# Mycena lux-coeli
Pour les articles homonymes, voir Coeli.
Espèce
Mycena lux-coeli est une espèce de champignons (Fungi) de l'ordre des Agaricales et de la famille des Mycenaceae.